# Alexandru Luncan
Alexandru Luncan (n. 1871, Josenii Bârgăului – d. 8 decembrie 1953, Josenii Bârgăului) a fost un delegat în Marea Adunare Națională de la Alba Iulia, organismul legislativ reprezentativ al „tuturor românilor din Transilvania, Banat și Țara Ungurească”, cel care a adoptat hotărârea privind Unirea Transilvaniei cu România, la 1 decembrie 1918.:p. 77

## Biografie
Alexandru Luncan, după finalizarea studiilor școlii primare, s-a remarcat ca agricultor și comerciant. A decedat la 8 decembrie 1918, în comuna Josenii Bârgăului.:p. 122

## Activitatea politică

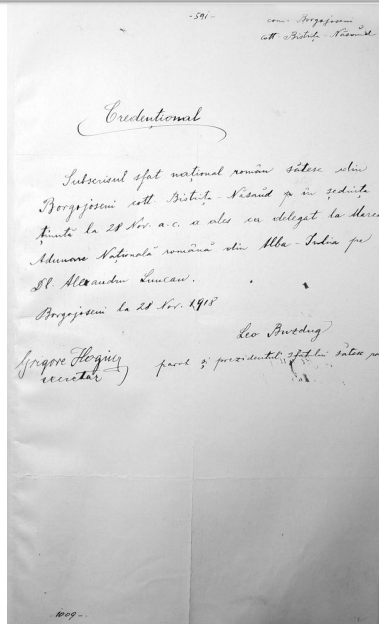
Credențional pentru Alexandru Luncan

În 1918, a devenit membru al Consiliului Național Român Central, la nivelul comunei Josenii Bârgăului:p. 122.La 28 noiembrie 1918, sfatul național român sătesc din Josenii Bârgăului, în cadrul unei ședințe, l-a ales pe Alexandru Luncan ca delegat la Marea Adunare Națională de la Alba Iulia. Cei care au semnat actul de numire a lui Alexandru Luncan, drept delegat, au fost Leo Buzdug, paroh și președinte al sfatului sătesc, respectiv Grigore Hagiu, secretar.:p.325Ca deputat în Adunarea Națională din 1 decembrie 1918 a reprezentat, ca delegat supleant, cercul electoral Năsăud.:p. 122